# Source-Seine
Source-Seine – miejscowość i gmina we Francji, w regionie Burgundia-Franche-Comté, w departamencie Côte-d’Or. W miejscowości znajdują się źródła Sekwany. Powstała 1 stycznia 2009 roku w wyniku połączenia gmin Saint-Germain-Source-Seine i Blessey.